# Pomoc rekonwersyjna
Pomoc rekonwersyjna − pomoc udzielana żołnierzom zawodowym zwalnianym z tej służby.
Żołnierze zawodowi stanowią specyficzną grupę zawodową. Posiadane przez nich kwalifikacje nie są najbardziej poszukiwane na rynku pracy, a nabyte przez lata służby przyzwyczajenia, mogą czasem tę sytuację jeszcze bardziej pogarszać. Byli żołnierze zawodowi stanowią bardzo liczną grupę ludzi, w tzw. wieku produkcyjnym. W związku z tym, ustawodawca przewidział szereg rozwiązań mających na celu zagospodarowanie tego potencjału. 

## Etymologia
Słownik wyrazów obcych i trudnych pojęcie konwersji tłumaczy jako „przystosowanie czegoś do jakichś innych celów, zmiana jakiejś działalności, np. zaprzestanie konwersji fabryk zbrojeniowych na potrzeby cywilne”, natomiast pojęcie konwersji w informatyce rozumie jako „zmianę zapisu z jednego języka na inny lub z jednej wersji języka na inną – bez zmiany treści informacji”. Słowo konwersja pochodzi z języka łacińskiego – conversio – odwrócenie. W tym przypadku nie chodzi o fabryki ani o przetwarzanie plików komputerowych, ale o „zrobienie z cywila żołnierza”. Tłumaczenie słowa „rekonwersja” można znaleźć natomiast w „Słowniku wyrazów obcych i zwrotów obcojęzycznych” Władysława Kopalińskiego: „Rekonwersja ekon. przestawienie (np. przemysłu) z powrotem ze stopy wojennej na pokojową. Etym. – ang. reconversion 'przywrócenie; jw.'; zob. re-; conversion 'odwrócenie; nawrócenie; zmiana; konwersja z łac. conversio”. Dodany przedrostek „Re” oznacza więc powrót obecnego żołnierza do funkcjonowania w środowisku cywilnym.

## Możliwości zatrudnienia
Jak stanowi art. 119 ust. 1 ustawy z dnia 11 września 2003 r. o służbie wojskowej żołnierzy zawodowych (Dz.U. z 2022 r. poz. 536), „żołnierz zwolniony z zawodowej służby wojskowej z powodu, o którym mowa w art. 111 pkt 3, 8, 9 lit. b i pkt 10 oraz art. 112 pkt 3-5, korzysta z pierwszeństwa w zatrudnieniu, w szczególności w administracji publicznej oraz na stanowiskach pracy związanych z obronnością kraju”. Są to przyczyny od nich niezależne, a stojące często po stronie wojska. Wykonując delegację art. 119 ust. 2, Prezes Rady Ministrów wydał rozporządzenie, które określa stanowiska pracy związane z obronnością kraju, na które w pierwszej kolejności wyznacza się byłych żołnierzy zawodowych. Zgodnie z § 1, jego przepisy dotyczą tylko żołnierzy wymienionych w art. 119 ust. 1 ustawy pragmatycznej. Jak stanowi § 2 ust. 1 „stanowiskami pracy związanymi z obronnością kraju są stanowiska, na których zakres czynności pracownika obejmuje realizację zadań obronnych wynikających z ustawy z dnia 21 listopada 1967 r. o powszechnym obowiązku obrony Rzeczypospolitej Polskiej (Dz.U. z 2021 r. poz. 372) oraz innych ustaw i wydanych na ich podstawie aktów wykonawczych”. Stanowiska te nazywa i wymienia ust. 2. Są to stanowiska od inspektora, referenta (równorzędnego) do dyrektora departamentu lub innej komórki organizacyjnej (równorzędnego) włącznie, występujące w następujących instytucjach:
1. w administracji publicznej, a w szczególności w:
  - Kancelarii Prezesa Rady Ministrów,
  - urzędach obsługujących ministrów, przewodniczących komitetów, którzy wchodzą w skład Rady Ministrów, oraz urzędach centralnych organów administracji rządowej,
  - urzędach wojewódzkich oraz urzędach stanowiących aparat pomocniczy terenowych organów niezespolonej administracji rządowej,
  - komendach, inspektoratach i innych jednostkach organizacyjnych stanowiących aparat pomocniczy kierowników zespolonych służb, inspekcji i straży wojewódzkich oraz powiatowych, chyba że odrębne przepisy stanowią inaczej,
  - urzędach gmin, starostwach powiatowych i urzędach marszałkowskich,
  - jednostkach organizacyjnych podległych albo nadzorowanych przez Prezesa Rady Ministrów, ministrów, przewodniczących komitetów, którzy wchodzą w skład Rady Ministrów, centralne organy administracji rządowej, wojewodów, organy niezespolonej administracji rządowej, kierowników zespolonych służb, inspekcji i straży wojewódzkich oraz powiatowych, a także organy samorządu terytorialnego,
  - jednostkach organizacyjnych, dla których organ administracji rządowej lub organ samorządu terytorialnego jest organem założycielskim;
2. w innych niż wymienione w pkt 1 instytucjach – stanowiska będące samodzielnymi stanowiskami pracy do spraw obronnych oraz inne stanowiska pracy związane z działalnością na rzecz obronności, w tym również stanowiska:
  - specjalistów do spraw lotniskowych i kierowania ruchem lotniczym – w jednostkach organizacyjnych lotnictwa cywilnego,
  - w wojewódzkich, powiatowych i gminnych komórkach do spraw zarządzania kryzysowego,
  - w publicznych zakładach opieki zdrowotnej – związane z utrzymaniem rezerw artykułów sanitarnych i działalnością na rzecz obronności kraju,
  - w sądach powszechnych, prokuraturze i Służbie Więziennej,
  - u przedsiębiorców realizujących zadania obronne, nałożone na nich na zasadach określonych w odrębnych przepisach;
  - w jednostkach organizacyjnych podporządkowanych Ministrowi Obrony Narodowej lub przez niego nadzorowanych, w przedsiębiorstwach państwowych, dla których jest on organem założycielskim, oraz w komórkach organizacyjnych Ministerstwa Obrony Narodowej, z wyjątkiem stanowisk pomocniczych, robotniczych i obsługi.

## Formy pomocy
W celu zagwarantowania zatrudnienia byłym żołnierzom zawodowym, § 3 nakazuje szefom wojewódzkich sztabów wojskowych prowadzenie wykazów stanowisk pracy związanych z obronnością kraju, na podstawie informacji otrzymanych od wyżej wymienionych instytucji. W informacji powinny być zawarte dane dotyczące charakteru stanowiska, wymagań w stosunku do kandydata – byłego żołnierza zawodowego – w zakresie jego wykształcenia, doświadczenia wojskowego i wiedzy specjalistycznej, a także procedury obsady tego stanowiska.
To jeszcze nie wszystkie formy pomocy, jakie przewidziano dla żołnierzy wymienionych w art. 119 ust. 1 ustawy pragmatycznej. Na podstawie art. 120, w okresie dwóch lat od dnia zwolnienia z zawodowej służby wojskowej, mogą oni korzystać z pomocy w zakresie przekwalifikowania, doradztwa zawodowego lub pośrednictwa pracy, udzielanej przez właściwe organy. W ramach tej pomocy, mogą być pokrywane koszty:
1. przekwalifikowania zawodowego lub przyuczenia do zawodu, doradztwa zawodowego albo odbywania praktyk zawodowych;
2. przejazdów z miejsca zamieszkania byłego żołnierza zawodowego do ośrodków szkolenia, w których następuje przekwalifikowanie zawodowe lub przyuczenie do zawodu, albo miejsca odbywania praktyk zawodowych;
3. zakwaterowania w okresie szkolenia lub przyuczenia do zawodu albo odbywania praktyk zawodowych.

Pomocą tą może być objęty również żołnierz zawodowy przeniesiony do dyspozycji, za zgodą dowódcy jednostki wojskowej, w którego dyspozycji żołnierz ten pozostaje, oraz żołnierz zawodowy w okresie wypowiedzenia stosunku służbowego zawodowej służby wojskowej dokonanego przez właściwy organ.
Art. 120 ust. 4 deleguje do Ministra Obrony Narodowej obowiązek określenia, w drodze rozporządzenia, szczegółowych warunków i trybu korzystania przez żołnierzy zawodowych i byłych żołnierzy zawodowych z uprawnień, o których mowa wyżej, z uwzględnieniem szczególnego traktowania tych żołnierzy, którzy zostali zwolnieni z zawodowej służby wojskowej ze względu na zmiany organizacyjne, o których mowa w art. 114 ust. 2, i nie posiadają uprawnień do świadczeń emerytalnych lub rentowych. 
Zgodnie z § 1 rozporządzenie określa szczegółowe warunki i tryb korzystania przez żołnierzy zawodowych i byłych żołnierzy zawodowych z pomocy w zakresie:
1. przekwalifikowania, doradztwa zawodowego lub pośrednictwa pracy;
2. przejazdów z miejsca zamieszkania do ośrodków szkolenia, w których następuje przekwalifikowanie zawodowe lub przyuczenie do zawodu, albo miejsca odbywania praktyk zawodowych;
3. zakwaterowania w okresie szkolenia lub przyuczenia do zawodu, albo miejsca odbywania praktyk zawodowych.

Omówione wyżej formy pomocy nie są jedynymi, jakie przewidziano w rozporządzeniu. Zgodnie z § 12 żołnierz zawodowy może zostać skierowany, za zgodą dowódcy jednostki wojskowej, w której pełni służbę, decyzją Pełnomocnika Ministra Obrony Narodowej, na praktykę zawodową, jeżeli jest to niezbędne do uzyskania zatrudnienia. Praktyka taka może trwać do 6 miesięcy, pod warunkiem jej zakończenia przed dniem zwolnienia z zawodowej służby wojskowej. Postępowanie w sprawie udzielenia zgody na odbycie praktyki odpowiednie, jak w przypadku przekwalifikowania.
Poza powyższymi formami pomocy, funkcjonuje jeszcze pośrednictwo pracy dla byłych żołnierzy. Jak stanowi § 13 organy wojskowe, o których mowa w § 3, prowadzą pośrednictwo pracy dla byłych żołnierzy zawodowych przez swoich pełnomocników, dyrektora Wojskowego Centrum Aktywizacji Zawodowej i kierowników ośrodków aktywizacji zawodowej. Były żołnierz zawodowy ubiegający się o zatrudnienie składa do właściwego organu wojskowego, wniosek o zatrudnienie, z tym że na stanowiska pracy związane z obronnością kraju – wyłącznie do właściwego terytorialnie szefa wojewódzkiego sztabu wojskowego. Organ wojskowy, na wniosek byłego żołnierza zawodowego, przedstawia mu, w miarę możliwości, oferty pracy na wolnych stanowiskach pracy w rejonie miejsca zamieszkania, uwzględniając potrzeby żołnierza i posiadane przez niego kwalifikacje oraz wymagania związane z zatrudnieniem na konkretnym stanowisku pracy. W porozumieniu z innymi organami wojskowymi prowadzącymi pośrednictwo pracy, przedstawia także, w miarę możliwości, oferty pracy w innych rejonach wskazanych przez żołnierza, jeżeli brak jest ofert pracy w miejscu zamieszkania żołnierza.
Na podstawie § 15 żołnierzowi zawodowemu oraz byłemu żołnierzowi zawodowemu zakwalifikowanemu na szkolenie w ramach przyuczenia do zawodu lub przekwalifikowania realizowanego w ramach pomocy rekonwersyjnej poza miejscem zamieszkania żołnierza pokrywa się koszty przejazdów i zakwaterowania z miejsca zamieszkania żołnierza do ośrodka szkolenia i z powrotem, jeżeli przejazd odbywa się na odległość powyżej 50 kilometrów w jedną stronę. Pokrycia kosztów dokonuje się na podstawie złożonego przez zainteresowanego oświadczenia o wysokości faktycznie poniesionych kosztów, potwierdzonych oryginałami rachunków i biletów. W razie odbycia przejazdu innym środkiem transportu niż środkami publicznego transportu zbiorowego wykonywanym przez przewoźników kolejowych, zainteresowanemu pokrywa się koszty tego przejazdu w wysokości równej cenie biletu za przejazd drugą klasą pociągu osobowego, z uwzględnieniem przysługujących ulg. Pokrycia kosztów dokonuje dla żołnierza zawodowego – właściwy dowódca jednostki wojskowej, natomiast dla byłego żołnierza zawodowego – właściwy terytorialnie szef wojewódzkiego sztabu wojskowego, poprzez wojskowego komendanta uzupełnień właściwego dla miejsca zamieszkania tego żołnierza. Koszty przejazdu, noclegu oraz szkolenia pokrywa się do wysokości limitów określonych corocznie w odrębnych przepisach.

## Słownik użytych pojęć
§ 2 zawiera słownik użytych w rozporządzeniu pojęć. Użyte w nim określenia oznaczają:
1. ustawa – ustawę z dnia 11 września 2003 r. o służbie wojskowej żołnierzy zawodowych;
2. pomoc rekonwersyjna – ogół przedsięwzięć podejmowanych wobec żołnierzy zwalnianych i zwolnionych z zawodowej służby wojskowej w zakresie przekwalifikowania, doradztwa zawodowego, odbywania praktyk zawodowych oraz pośrednictwa pracy, mających na celu przygotowanie tych żołnierzy do podjęcia zatrudnienia;
3. Pełnomocnik Ministra Obrony Narodowej – Pełnomocnika Ministra Obrony Narodowej do Spraw Rekonwersji Kadr – dyrektora komórki organizacyjnej Ministerstwa Obrony Narodowej właściwej do spraw pomocy rekonwersyjnej;
4. pełnomocnik: dowódcę rodzaju sił zbrojnych, dowódcę okręgu wojskowego, dowódcę korpusu, komendanta szkoły, szefa wojewódzkiego sztabu wojskowego, dowódcę garnizonu – pełnomocnika: dowódcy rodzaju sił zbrojnych, dowódcy okręgu wojskowego, dowódcy korpusu, komendanta szkoły, szefa wojewódzkiego sztabu wojskowego oraz dowódcy garnizonu – do spraw rekonwersji kadr;
5. dyrektor Wojskowego Centrum Aktywizacji Zawodowej – organ wykonawczy Pełnomocnika Ministra Obrony Narodowej;
6. kierownik ośrodka aktywizacji zawodowej – organ wykonawczy dowódcy okręgu wojskowego.

## Organy wojskowe udzielające pomocy
Jak stanowi § 3, organami wojskowymi właściwymi w zakresie udzielania pomocy rekonwersyjnej są: Pełnomocnik Ministra Obrony Narodowej, dowódcy rodzajów sił zbrojnych, dowódcy okręgów wojskowych, dowódcy korpusów, komendanci szkół, szefowie wojewódzkich sztabów wojskowych, dowódcy garnizonów i wojskowi komendanci uzupełnień. Dowódcy oraz szefowie, o których mowa wyżej, z wyjątkiem wojskowych komendantów uzupełnień, udzielają pomocy rekonwersyjnej za pośrednictwem swoich pełnomocników.

## Sposób realizacji pomocy
Sposób realizacji udzielanej pomocy rekonwersyjnej regulują przepisy § 5 – 15. Przed planowanym terminem zwolnienia żołnierza zawodowego z zawodowej służby wojskowej z przyczyn, o których mowa w art. 111 pkt 3, 8, 9 lit. b i pkt 10 oraz art. 112 pkt 3-5 ustawy, dowódca jednostki wojskowej kieruje tego żołnierza w ramach doradztwa zawodowego na zajęcia grupowe w terminie ustalonym z żołnierzem. Udzielenie pomocy nie odbywa się automatycznie. Nie można nikogo „uszczęśliwiać na siłę”. Żołnierz musi wyrazić chęć skorzystania z każdej z form udzielanej pomocy. W związku z tym, żołnierz zawodowy może zrezygnować z udziału w zajęciach grupowych, składając na tę okoliczność pisemne oświadczenie, które dołącza się do akt personalnych tego żołnierza. Zajęcia te realizowane są przez Wojskowe Centrum Aktywizacji Zawodowej lub ośrodki aktywizacji zawodowej w wymiarze dwóch lub trzech dni. Były żołnierz zawodowy korzysta z doradztwa zawodowego w trybie indywidualnym. 
Żołnierz zawodowy i były żołnierz zawodowy może korzystać z przyuczenia do zawodu lub przekwalifikowania zawodowego, realizowanego w ośrodkach szkolenia oraz w instytucjach uprawnionych do prowadzenia kształcenia i szkoleń. Koszty za korzystanie z przyuczenia do zawodu lub przekwalifikowania zawodowego pokrywa się w całości lub w części do wysokości określanej corocznie w odrębnych przepisach. Taka pomoc udzielana jest na podstawie wniosku złożonego do Pełnomocnika Ministra Obrony Narodowej, za pośrednictwem dowódcy jednostki wojskowej, w której pełni służbę. Dowódca jednostki wojskowej o przesłanym wniosku powiadamia właściwego pełnomocnika dowódcy rodzaju sił zbrojnych albo okręgu wojskowego, korpusu lub szefa wojewódzkiego sztabu wojskowego oraz zainteresowanego żołnierza o sposobie rozpatrzenia wniosku.
Byłemu żołnierzowi zawodowemu powyższa pomoc rekonwersyjna udzielana jest na podstawie wniosku złożonego do Pełnomocnika Ministra Obrony Narodowej, za pośrednictwem wojskowego komendanta uzupełnień właściwego ze względu na miejsce zamieszkania tego żołnierza. Wniosek, o którym mowa wyżej, powinien zawierać: stopień wojskowy, imię i nazwisko, adres, numer telefonu kontaktowego żołnierza zawodowego lub byłego żołnierza zawodowego, formę pomocy rekonwersyjnej, z której chciałby skorzystać żołnierz zawodowy lub były żołnierz zawodowy, w tym pełną nazwę szkolenia i kierunek szkolenia, instytucję organizującą szkolenie, termin szkolenia, koszt szkolenia oraz uzasadnienie wyboru formy pomocy rekonwersyjnej.
Zgody na świadczenie pomocy polegającej na przyuczeniu do zawodu lub przekwalifikowania zawodowego, realizowanego w ośrodkach szkolenia oraz w instytucjach uprawnionych do prowadzenia kształcenia i szkoleń, udziela Pełnomocnik Ministra Obrony Narodowej, w formie decyzji. Osobom posiadającym tę zgodę, właściwy dla jego miejsca zamieszkania szef wojewódzkiego sztabu wojskowego pokrywa część lub całość kosztów szkolenia przez przekazanie należności za szkolenie żołnierza na konto bankowe instytucji realizującej szkolenie, na podstawie faktury lub rachunku wystawionego przez tę instytucję, albo przez wypłatę żołnierzowi należności za szkolenie – po przedstawieniu przez tego żołnierza oryginału rachunku potwierdzającego opłacenie kosztów szkolenia oraz zaświadczenia o uczestnictwie w szkoleniu.

## Opinie dyrektora Departamentu Spraw Socjalnych i Rekonwersji
Wydaje się, że przepisy zostały tak napisane, by odejście żołnierza z zawodowej służby wojskowej było jak najmniej stresujące, a przyszłość widziana była w „różowych kolorach”. Tę sielankę burzy szara rzeczywistość. W wywiadzie udzielonym „Polsce Zbrojnej” dyrektor Departamentu Spraw Socjalnych i Rekonwersji (DSSiR) skarży się na „przeżycie się” rekonwersji w obecnej formie. Upłynęły dopiero (lub aż) dwa lata od wejścia w życie nowej pragmatyki. Stanowisko swoje uważa za „papierowe”, gdyż jak twierdzi, „nie ma bowiem praktycznie żadnego wpływu na to, co się dzieje w terenie, w teoretycznie podległej strukturze. Politykę rekonwersyjną kreują wojska, które mają etaty i pieniądze. Im podlegają pełnomocnicy i ośrodki aktywizacji zawodowej w terenie”. W dalszej części wywiadu dyrektor uskarża się na zbyt biurokratyczne w jego przekonaniu struktury, z przerostem stanowisk kierowniczych w stosunku do merytorycznych. Zły jest także system ewidencji udzielanej zainteresowanym samej pomocy. Nazywa go „systemem kreskowym”. „Dzwoni były wojskowy z pytaniem do jednostki – kreska, prosi o radę w WKU – kreska, przyszedł na targi pracy – kreska”. Taki system powoduje, że statystycznie udziela się pomocy znacznie większej ilości uprawnionych, niż ich rzeczywiście jest. Wywiad kończy się jednak optymistycznym akcentem. Dyrektor DSSiR twierdzi bowiem, że jeżeli przy obecnej skali bezrobocia w Polsce co piąty zwolniony z wojska uzyska pracę dzięki pomocy struktur rekonwersyjnych, będzie on z tego faktu zadowolony.

## Wyniki kontroli w MON
13 czerwca 2006 r. NIK przedstawił na konferencji prasowej wyniki kontroli przeprowadzonej w MON. Pod lupę wzięto właśnie system pomocy rekonwersyjnej. Wyniki kontroli są bardzo niekorzystne dla MON-u. Zgodnie z raportem „system regulujący świadczenie pomocy rekonwersyjnej stworzono niestarannie, a przepisy prawne były wadliwe /…/. MON zarzucono m.in., że nie podjął skuteczniejszych działań, by w porozumieniu z ministrem pracy ustalić warunki i tryb kierowania byłych żołnierzy na stanowiska pracy związane z obronnością kraju ”. Do listy zarzutów pod adresem MON dorzucono także nadużycia polegające na udzielaniu pomocy finansowej osobom nieuprawnionym, a odmawianie jej uprawnionym oraz finansowanie szkoleń, które w praktyce nigdy się nie odbyły. Pojawił się także zarzut pod adresem Departamentu Spraw Socjalnych i Rekonwersji nienależytego sprawowania nadzoru nad działalnością podległych komórek terenowych. Pochwalono jednak warszawski ośrodek aktywizacji zawodowej za sprawne funkcjonowanie i pozyskanie największej ilości miejsc pracy. Na zakończenie przedstawiono zalecenia m.in. dokonania zmian organizacyjnych mających usprawnić rekonwersję.